# Государственный пограничный комитет Республики Беларусь

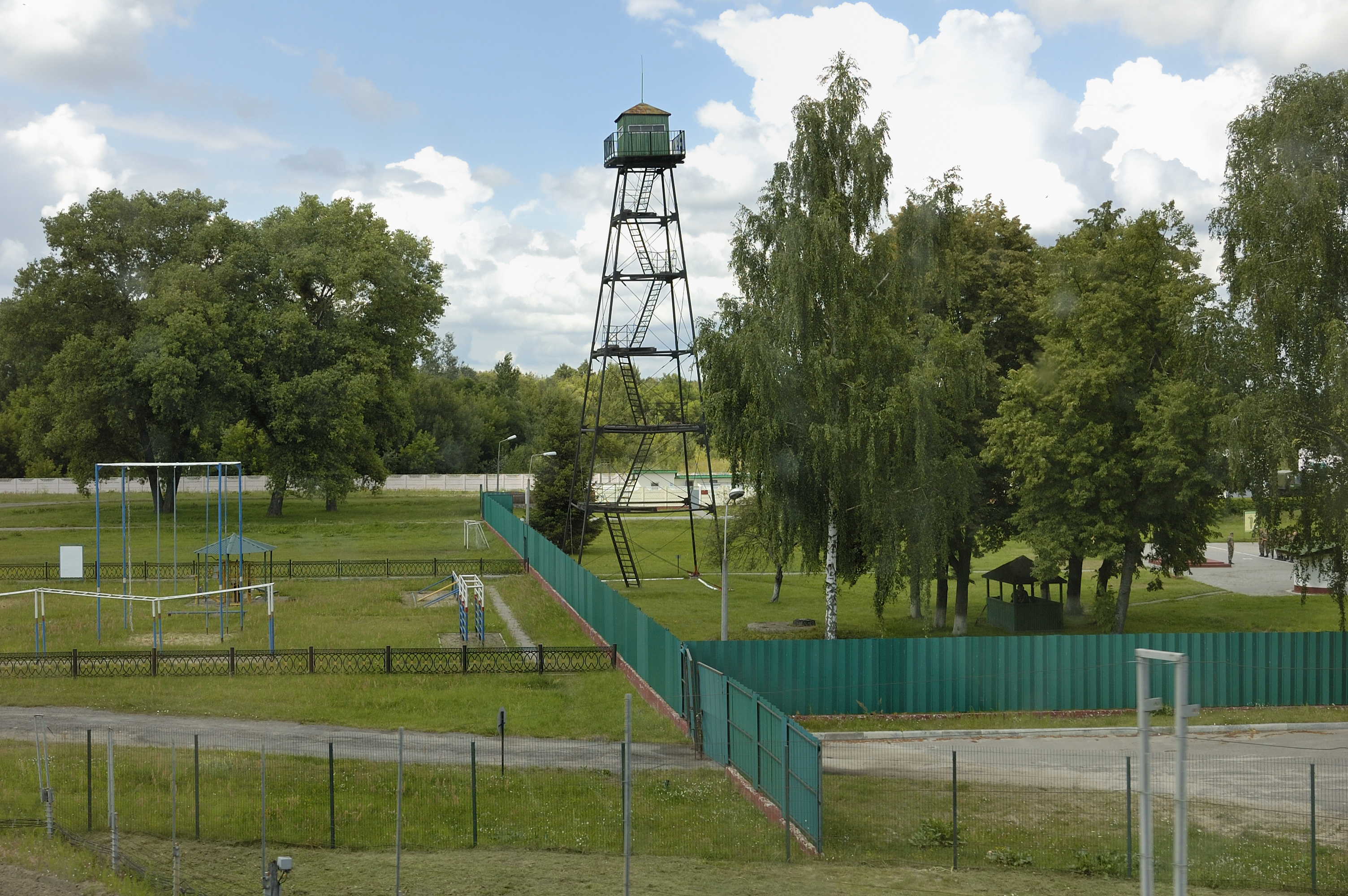
11-я пограничная застава «Брест»

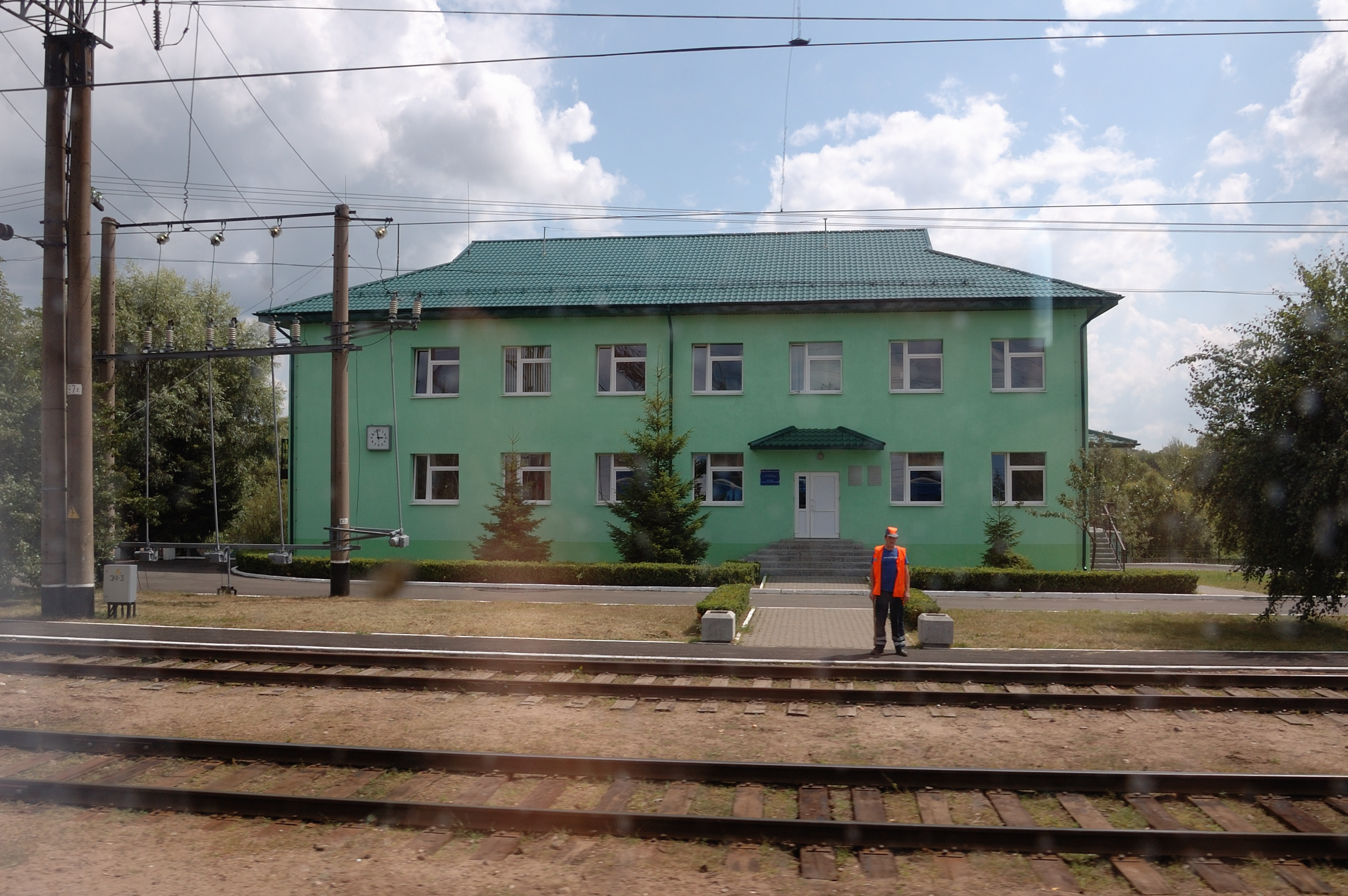
Отделение пограничного контроля «Буг»

Государственный пограничный комитет Республики Беларусь (Госпогранкомитет, бел. Дзяржаўны пагранічны камітэт Рэспублікі Беларусь) — является республиканским органом государственного управления, проводящим государственную пограничную политику, обеспечивающим пограничную безопасность, осуществляющим регулирование и управление в этой сфере, координирующим деятельность государственных органов и иных организаций в области проведения государственной пограничной политики и обеспечения пограничной безопасности.

## История
Постановлением Верховного Совета Республики Беларусь № 1095-XII от 20 сентября 1991 г. пограничные войска Комитета государственной безопасности Союза ССР, дислоцирующиеся на территории Республики Беларусь, подчинены Совету Министров Республики Беларусь.
Для управления пограничными частями и подразделениями, дислоцировавшимися на территории республики, и организации охраны Государственной границы, Постановлением Верховного Совета Беларуси от 16 января 1992 г. было создано Главное управление пограничных войск при Совмине.
Для создания правовой основы деятельности пограничных войск Беларуси, 4 ноября 1992 г. Верховный Совет Беларуси принял Закон № 1908-XII «О Государственной границе Республики Беларусь», а 5 ноября 1992 г. — Закон № 1911-XII «О Пограничных войсках Республики Беларусь».
После начала миграционного кризиса руководство Госпогранкомитета, включая его председателя Лаппо, 2 декабря 2021 года было включено в санкционные списки Европейского союза, США и Канады. 20 декабря к санкциям ЕС присоединилась Швейцария, а 22 декабря — Албания, Исландия, Лихтенштейн, Норвегия, Северная Македония, Сербия, Черногория.
В 2022 году в связи со вторжением России в Украину Великобритания, Европейский союз, Канада, Новая Зеландия и Швейцария ввели санкции против ещё нескольких высокопоставленных белорусских пограничников; Украина и Япония присоединились к санкциям против Лаппо.

## Территориальные органы пограничной службы
Территориальные органы пограничной службы — пограничные управления, пограничные группы, пограничные отряды, выполняющие на определённой территории задачи, возложенные на органы пограничной службы настоящим Законом и иными законодательными актами Республики Беларусь.
- Брестская пограничная группа
- Лидский пограничный отряд
- Сморгонская пограничная группа
- Гродненская пограничная группа
- Пинский пограничный отряд
- Гомельская пограничная группа
- Полоцкий пограничный отряд
- Мозырский пограничный отряд
- ОПОГК «Минск»
- Группа материально-технического обеспечения г. Дзержинск
- Группа связи и обеспечения
- Государственное учреждение образования «Институт пограничной службы»
- Военный госпиталь органов пограничной службы

## Транспорт и вооружение

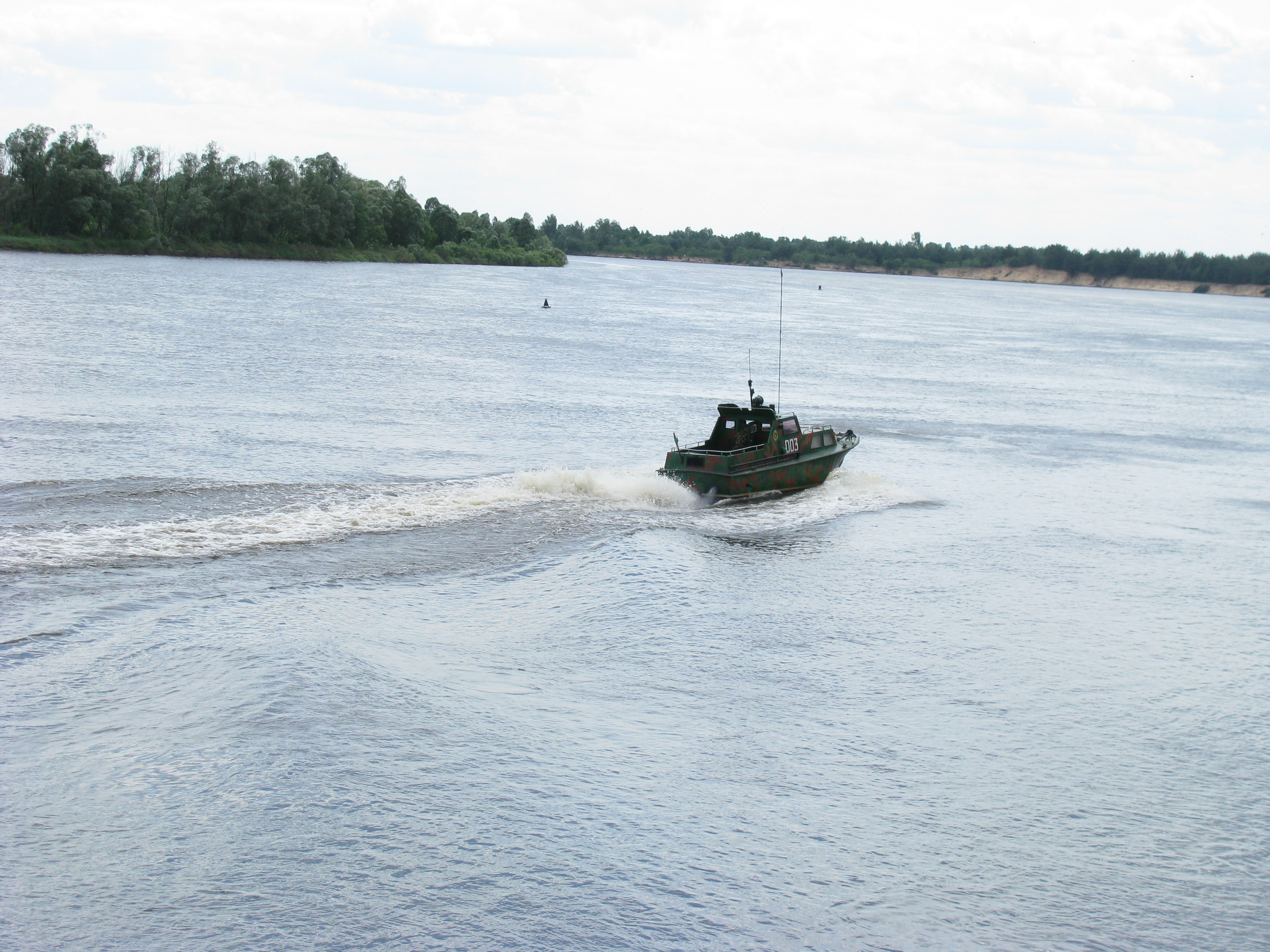
Пограничный катер Республики Беларусь на Днепре у деревни Жиличи

Белорусские пограничники вооружены практически всеми типами огнестрельного оружия советского, российского и белорусского производства, для патрулирования границ используются автомобили Volat, МЗКТ, УАЗ, Урал, КамАЗ, МАЗ и другие автомобили повышенной проходимости, а также бронетранспортёры советского и российского производства. Для перевозки личного состава используются автобусы МАЗ-256, которые легко узнать по номерам зелёного цвета серии «ПВ». Иногда для облёта границ используются вертолёты.

## Руководство

### Главное управление пограничных войск при Совете Министров Республики Беларусь
Начальник
- Бочаров, Евгений Михайлович (19 февраля 1992 г. — 30 августа 1994 г.)

Первые заместители Начальника
- Попов, Александр Павлович, первый заместитель Начальника Главного управления пограничных войск при Совете Министров Республики Беларусь — начальник штаба (7 апреля 1992 г. — 26 октября 1994 г.)
- Ковалёв, Евгений Петрович (14 июля 1994 г. — 26 октября 1994 г.)

Заместители Начальника
- Веселов, Геннадий Васильевич (7 апреля 1992 г. — 2 апреля 1993 г.)
- Воинский, Александр Иванович (7 апреля 1992 г. — 26 октября 1994 г.)
- Козлов, Вячеслав Егорович (7 апреля 1992 г. — 26 октября 1994 г.)
- Астапов, Николай Иванович (7 мая 1992 г. — 26 октября 1994 г.)
- Ковалёв, Евгений Петрович (19 мая 1993 г. — 14 июля 1994 г.)

### Главное управление пограничных войск Республики Беларусь
Начальники
- Морковкин, Василий Фёдорович (26 сентября 1994 г. — 4 сентября 1996 г.)
- Павловский, Александр Алексеевич (4 сентября 1996 г. — 13 января 1997 г.)

Первые заместители Начальника
- Попов, Александр Павлович (31 октября 1994 г. — 14 июля 1996 г.)
- Ковалёв, Евгений Петрович, начальник штаба — первый заместитель Начальника Главного управления пограничных войск Республики Беларусь (24 сентября 1996 г. — 4 февраля 1997 г.)

Заместители Начальника
- Астапов, Николай Иванович (31 октября 1994 г. — 5 сентября 1995 г.)
- Воинский, Александр Иванович (31 октября 1994 г. — 9 апреля 1997 г.)
- Ковалёв, Евгений Петрович (25 апреля 1995 г. — 24 сентября 1996 г.)
- Царёв, Василий Викторович (26 июня 1995 г. — 9 апреля 1997 г.)
- Кохан, Николай Николаевич (5 сентября 1995 г. — 7 февраля 1997 г.)

### Государственный комитет пограничных войск Республики Беларусь
Председатели
- Павловский, Александр Алексеевич (13 января 1997 г. — 10 апреля 2007 г.)
- Рачковский, Игорь Анатольевич (10 апреля 2007 г. — 27 сентября 2007 г.)

Первые заместители Председателя
- Ковалёв, Евгений Петрович, начальник штаба — первый заместитель Председателя Государственного комитета пограничных войск Республики Беларусь (4 февраля 1997 г. — 1 ноября 2004 г.), первый заместитель Председателя Государственного комитета пограничных войск Республики Беларусь — начальник штаба (1 ноября 2004 г. — 9 июня 2006 г.)
- Зайцев, Вадим Юрьевич, первый заместитель Председателя Государственного комитета пограничных войск Республики Беларусь — начальник штаба (10 апреля 2007 г. — 27 сентября 2007 г.)

Заместители Председателя
- Кохан, Николай Николаевич, заместитель Председателя Государственного комитета пограничных войск Республики Беларусь (7 февраля 1997 г. — 31 января 2002 г.), заместитель Председателя Государственного комитета пограничных войск Республики Беларусь — начальник разведки пограничных войск (31 января 2002 г. — 1 ноября 2004 г.), заместитель Председателя Государственного комитета пограничных войск Республики Беларусь по оперативной деятельности — начальник главного управления оперативной деятельности (1 ноября 2004 г. — 23 мая 2005 г.)
- Царёв, Василий Викторович (9 апреля 1997 г. — 25 июня 1998 г.)
- Невыглас, Геннадий Николаевич (9 апреля 1997 г. — 4 декабря 2000 г.)
- Воинский, Александр Иванович (9 апреля 1997 г. — 26 марта 1999 г.)
- Комарницкий, Евгений Васильевич, заместитель Председателя Государственного комитета пограничных войск Республики Беларусь (16 июля 1998 г. — 31 января 2002 г.), заместитель Председателя Государственного комитета пограничных войск Республики Беларусь по тылу — начальник тыла пограничных войск (31 января 2002 г. — 1 ноября 2004 г.), заместитель Председателя Государственного комитета пограничных войск Республики Беларусь по тылу — начальник управления тыла (1 ноября 2004 г. — 27 сентября 2007 г.)
- Каплиенко, Владимир Дмитриевич, заместитель Председателя Государственного комитета пограничных войск Республики Беларусь (29 апреля 1999 г. — 31 января 2002 г.), заместитель Председателя Государственного комитета пограничных войск Республики Беларусь по вооружению — начальник вооружения пограничных войск (31 января 2002 г. — 1 ноября 2004 г.), заместитель Председателя Государственного комитета пограничных войск Республики Беларусь по вооружению — начальник управления вооружения (1 ноября 2004 г. — 27 сентября 2007 г.)
- Реут, Игорь Сигизмундович (21 декабря 2000 г. — 31 января 2002 г.)
- Зайцев, Вадим Юрьевич, заместитель Председателя Государственного комитета пограничных войск Республики Беларусь по оперативной деятельности — начальник главного управления оперативной деятельности (26 июля 2005 г. — 10 апреля 2007 г.)

### Государственный пограничный комитет Республики Беларусь
Председатели
- Рачковский, Игорь Анатольевич (27 сентября 2007 г. — 31 июля 2012 г.)
- Боечко, Александр Дмитриевич (2 августа 2012 г. — 2 ноября 2013 г.)
- Мальцев, Леонид Семёнович (с 2 ноября 2013 г. — 27 декабря 2016 г.)
- Лаппо Анатолий Петрович (с 29 декабря 2016 г.)

Первые заместители Председателя
- Зайцев, Вадим Юрьевич, первый заместитель Председателя Государственного пограничного комитета Республики Беларусь — начальник главного оперативного управления (27 сентября 2007 г. — 15 июля 2008 г.)
- Горулько, Андрей Георгиевич, первый заместитель Председателя Государственного пограничного комитета Республики Беларусь — начальник главного оперативного управления (29 августа 2008 г. — 2 августа 2012 г.)
- Загородний, Алексей Валерьевич, первый заместитель Председателя Государственного пограничного комитета Республики Беларусь — начальник главного оперативного управления (2 августа 2012 г. — 9 апреля 2013 г.)
- Буткевич, Игорь Евгеньевич, первый заместитель Председателя Государственного пограничного комитета Республики Беларусь — начальник главного оперативного управления (12 апреля 2013 г. — 21 августа 2024 г.[13])
- Филатов, Андрей Викторович, первый заместитель Председателя Государственного пограничного комитета Республики Беларусь (с 21 августа 2024 г.[14]).

Заместители Председателя
- Абызов, Олег Борисович, заместитель Председателя Государственного пограничного комитета Республики Беларусь — начальник главного управления идеологической работы и кадрового обеспечения (27 сентября 2007 г. — 28 мая 2010 г.)
- Комарницкий, Евгений Васильевич, заместитель Председателя Государственного пограничного комитета Республики Беларусь — начальник главного управления материально-технического обеспечения (27 сентября 2007 г. — 29 августа 2008 г.)
- Горулько, Андрей Георгиевич, заместитель Председателя Государственного пограничного комитета Республики Беларусь по режиму и организационному обеспечению (27 сентября 2007 г. — 29 августа 2008 г.)
- Лаппо, Анатолий Петрович, заместитель Председателя Государственного пограничного комитета Республики Беларусь — начальник главного управления материально-технического обеспечения (с 29 августа 2008 г.)
- Шугай, Дмитрий Григорьевич, заместитель Председателя Государственного пограничного комитета Республики Беларусь по режиму и организационному обеспечению (19 декабря 2008 г. — 16 апреля 2009 г.), заместитель Председателя Государственного таможенного комитета Республики Беларусь — начальник главного управления режима и организационного обеспечения (16 апреля 2009 г. — 28 августа 2012 г.)
- Горбатенко, Василий Петрович, заместитель Председателя Государственного пограничного комитета Республики Беларусь — начальник главного управления идеологической работы и кадрового обеспечения (8 июня 2010 г. — 1 апреля 2013 г.)
- Печень, Игорь Николаевич, заместитель Председателя Государственного пограничного комитета Республики Беларусь — начальник главного управления режима и организационного обеспечения (с 28 августа 2012 г.)
- Горячко, Валерий Степанович, заместитель Председателя Государственного пограничного комитета Республики Беларусь — начальник главного управления идеологической работы и кадрового обеспечения (12 апреля 2013 г. — 4 апреля 2014 г.)
- Моисеенко, Владимир Григорьевич (с 2 мая 2014 г.)

## Обучение
- ГУО «Институт пограничной службы Республики Беларусь»[15][16]